# Hatten Baratli
Hatten Baratli (ur. 9 stycznia 1991) – piłkarz tunezyjski grający na pozycji pomocnika. Od 2011 roku jest zawodnikiem klubu Club Africain Tunis.

## Kariera klubowa
Swoją karierę piłkarską Baratli rozpoczął w klubie CA Bizertin. W sezonie 2008/2009 zadebiutował w jego barwach w pierwszej lidze tunezyjskiej. W trakcie sezonu 2011/2012 odszedł do Club Africain Tunis. Zadebiutował w nim 14 września 2012 w wygranym 1:0 wyjazdowym meczu z Étoile Sportive du Sahel.
| Sezon   | Klub                | Kraj    | Rozgrywki | Mecze | Bramki |
| ------- | ------------------- | ------- | --------- | ----- | ------ |
| 2008/09 | CA Bizertin         | Tunezja | CLP-1     | ?     | ?      |
| 2009/10 | CA Bizertin         | Tunezja | CLP-1     | ?     | ?      |
| 2010/11 | CA Bizertin         | Tunezja | CLP-1     | 18    | 0      |
| 2011/12 | CA Bizertin         | Tunezja | CLP-1     | 21    | 2      |
| 2011/12 | Club Africain Tunis | Tunezja | CLP-1     | 2     | 0      |
| 2012/13 | Club Africain Tunis | Tunezja | CLP-1     |       |        |

## Kariera reprezentacyjna
W reprezentacji Tunezji Baratli zadebiutował w 2012 roku. W 2013 roku został powołany do kadry na Puchar Narodów Afryki 2013.